# Відважне
Відва́жне (до 1945 року — Кашка-Чокрак, крим. Qaşqa Çoqraq) — село Феодосійського району Автономної Республіки Крим. Розташоване на південному сході району.